# Nilobezzia nigritibialis
Nilobezzia nigritibialis är en tvåvingeart som först beskrevs av Ingram och John William Scott Macfie 1921.  Nilobezzia nigritibialis ingår i släktet Nilobezzia och familjen svidknott. Inga underarter finns listade i Catalogue of Life.